# シママングース
シママングース（Mungos mungo）は、マングース科ガンビアマングース属に分類される食肉類。

## 分布
アフリカ大陸（サハラ砂漠、大陸南西部などを除く）
- M. m. grisonax

アンゴラ、ナミビア、ボツワナ、南アフリカ共和国北東部
- M. m. taenionotus

ジンバブエ、南アフリカ共和国北部から東部

## 形態
体長30-45センチメートル。尾長18-25センチメートル。体重0.9-2.3キログラム。全身の毛衣は灰褐色で、胴体背面から尾基部にかけて35本の暗褐色の横縞が入る。四肢や尾先端は黒褐色の体毛で被われる。足裏には体毛が無く、皮膚が露出する。
指趾の数は5本で、前肢の指には長い爪が生える。指趾の間にはあまり発達しない水かきがある。肛門周辺に臭腺（肛門腺）がある。
乳頭の数は6個。

## 分類
- Mungos mungo grisonax　Thomas, 1926
- Mungos mungo mungo　(Gmelin, 1788)
- Mungos mungo taenionotus　(Smith, 1834) - など

## 生態
サバンナの水辺などに生息する。昼行性で、夜間は古い蟻塚や樹洞などで休む。日中でも気温が高い時は岩の隙間や樹洞などで休む。6-75頭の主に血縁関係のある個体からなる群れを形成して生活する。よく鳴き声をあげ、個体間で連絡を取り合う。群れが分散して食物を求めて徘徊し、個体密度や食物の量によって行動圏や移動距離には変異（例としてセレンゲティの個体群は15平方キロメートルの範囲を1日あたり9キロメートル移動することもあるが、1平方キロメートル以下の範囲を1日2キロメートル移動する地域もある。）がある。外敵に集団で立ち向かったり、外敵に捕えられた個体を他の個体が集団で助けた例もある。
食性は雑食で、昆虫、サソリ、陸棲の貝類、爬虫類、鳥類やその卵、小型哺乳類、植物の根、果実などを食べる。
繁殖形態は胎生。北部個体群は春季、南アフリカ共和国の個体群は10-翌3月（春季から夏季）に繁殖するが、ウガンダの個体群は周年繁殖し年4回に分けて繁殖することもある。妊娠期間は約60日。1回に2-6頭の幼獣を産む。幼獣は生後10日で開眼する。オスは生後12か月、メスは生後9か月で性成熟する。他の哺乳類に比べて近親交配をすることが多く、父親と娘が近親交配していることも観察されている。これは、一つの血縁関係のあるグループ内で近親交配をした方が、家族から離れ、他のグループの成員を探しに行くことで死亡するリスクを支払うことより利益が大きいからだという

## 人間との関係
日本では移入・定着例はなく流通例も動物園での飼育用に限られていたが、以前に指定された同科他種のように仮に移入・定着した場合に生態系や農業・畜産業に被害を与える恐れがあるとして2010年に特定外来生物による生態系等に係る被害の防止に関する法律により特定外来生物に指定された